# Solniță

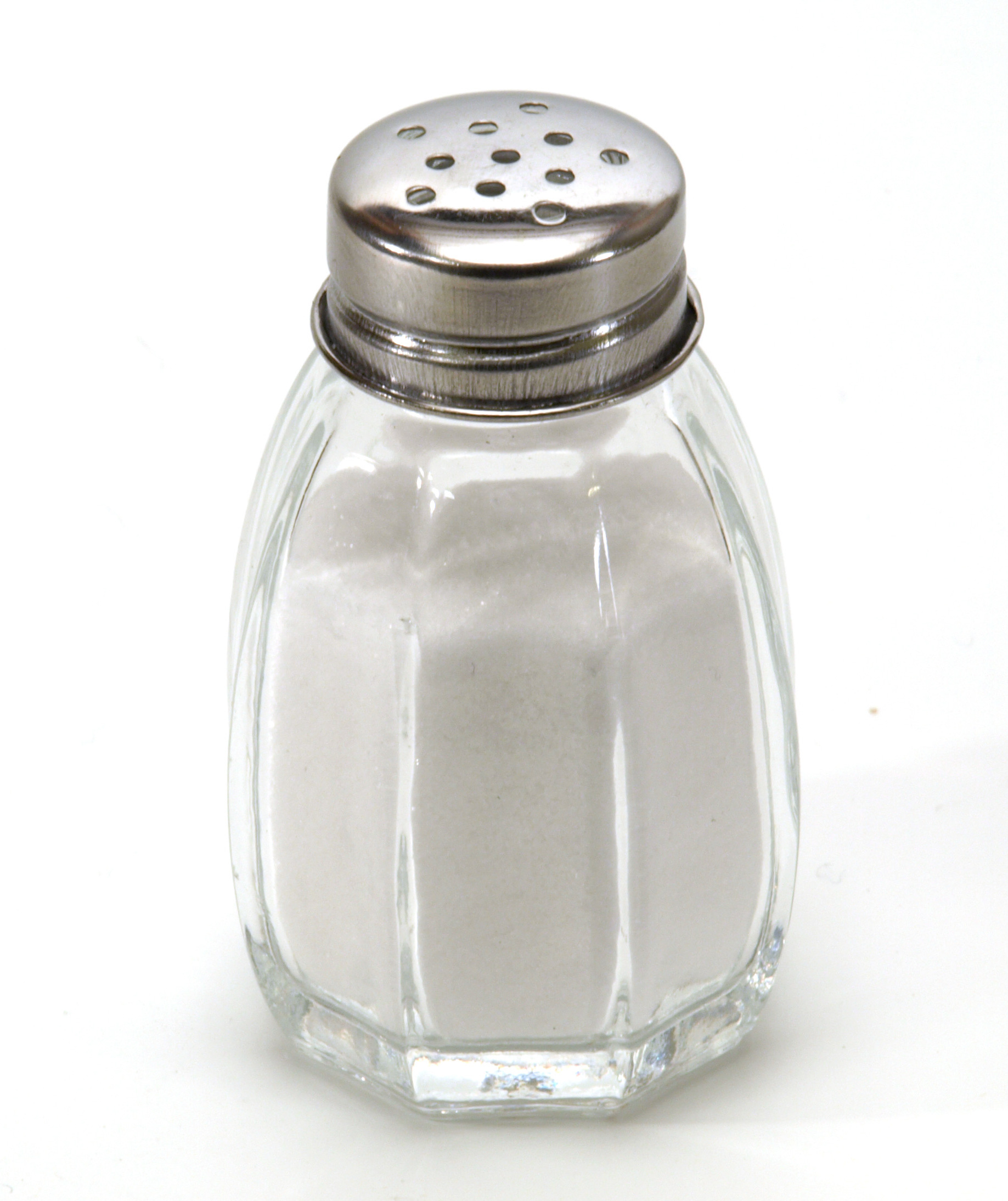
O solniță cu sare

O solniță este un recipient (din sticlă, plastic, lemn, etc.) folosit pentru păstrarea sării, piperului și a altor condimente.